# Esgrima nos Jogos Europeus de 2015 - Florete por equipes feminino
A competição do florete por equipe feminino foi um dos eventos da esgrima nos Jogos Europeus de 2015, em Baku, no Azerbaijão. Foi disputada no Baku Crystal Hall no dia 26 de junho.

## Calendário
Horário de verão do Azerbaijão (UTC+5).
| Data        | Horário | Fase             |
| ----------- | ------- | ---------------- |
| 26 de junho | 10:00   | Quartas de final |
| 26 de junho | 11:30   | Semifinal        |
| 26 de junho | 11:30   | Final            |

## Medalhistas
|  | RUS Rússia                                                           |  | FRA França                                                 |  | ITA Itália                                               |
|  | Yana Alborova Anastasiia Ivanova Diana Yakovleva Adelina Zagidullina |  | Gaëlle Gebet Julie Huin Chloé Jubénot Jéromine Mpah-Njanga |  | Chiara Cini Valentina Cipriani Carolina Erba Alice Volpi |

## Resultados
Os resultados do evento foram os seguintes.
|  | Quartas de final | Quartas de final |             |    | Semifinal | Semifinal      |                |  | Final | Final |
|  |                  |                  |             |    |           |                |                |  |       |       |
|  |                  |                  |             |    |           |                |                |  |       |       |
|  |                  |                  |             |    |           |                |                |  |       |       |
|  |                  |                  |             |    |           |                |                |  |       |       |
|  |                  |                  |             |    |           |                |                |  |       |       |
|  |                  |                  |             |    |           |                |                |  |       |       |
|  | RUS Rússia       | 45               |             |    |           |                |                |  |       |       |
|  | RUS Rússia       | 45               |             |    |           |                |                |  |       |       |
|  |                  |                  | POL Polônia | 21 |           |                |                |  |       |       |
|  | POL Polônia      | 45               | POL Polônia | 21 |           |                |                |  |       |       |
|  | POL Polônia      | 45               |             |    |           |                |                |  |       |       |
|  | GER Alemanha     | 43               |             |    |           |                |                |  |       |       |
|  | GER Alemanha     | 43               | RUS Rússia  | 45 |           |                |                |  |       |       |
|  |                  |                  | RUS Rússia  | 45 |           |                |                |  |       |       |
|  |                  | FRA França       | 18          |    |           |                |                |  |       |       |
|  | FRA França       | FRA França       | 18          | 45 |           |                |                |  |       |       |
|  | FRA França       |                  |             | 45 |           |                |                |  |       |       |
|  | HUN Hungria      | 33               |             |    |           |                |                |  |       |       |
|  | HUN Hungria      | 33               | FRA França  | 45 |           |                |                |  |       |       |
|  |                  |                  | FRA França  | 45 |           |                |                |  |       |       |
|  |                  |                  | ITA Itália  | 29 |           | Terceiro lugar | Terceiro lugar |  |       |       |
|  |                  |                  | ITA Itália  | 29 |           | Terceiro lugar | Terceiro lugar |  |       |       |
|  |                  |                  |             |    |           |                |                |  |       |       |
|  |                  |                  |             |    |           |                |                |  |       |       |
|  | POL Polônia      | 28               |             |    |           |                |                |  |       |       |
|  | POL Polônia      | 28               |             |    |           |                |                |  |       |       |
|  | ITA Itália       | 45               |             |    |           |                |                |  |       |       |
|  | ITA Itália       | 45               |             |    |           |                |                |  |       |       |

|  | Quinto lugar |    |
|  |              |    |
|  |              |    |
|  |              |    |
|  | GER Alemanha | 45 |
|  | GER Alemanha | 45 |
|  | HUN Hungria  | 29 |
|  | HUN Hungria  | 29 |

## Classificação final
A classificação final foi a seguinte. 
| Posição           | Equipe                                                                          |
| ----------------- | ------------------------------------------------------------------------------- |
| Medalha de ouro   | RUS Rússia Yana Alborova Anastasiia Ivanova Diana Yakovleva Adelina Zagidullina |
| Medalha de prata  | FRA França Gaëlle Gebet Julie Huin Chloé Jubénot Jéromine Mpah-Njanga           |
| Medalha de bronze | ITA Itália Chiara Cini Valentina Cipriani Carolina Erba Alice Volpi             |
| 4                 | POL Polônia Julia Chrzanowska Natalia Gołębiowska Anna Szymczak Julia Walczyk   |
| 5                 | GER Alemanha Carolin Golubytskyi Eva Hampel Anne Sauer Franziska Schmitz        |
| 6                 | HUN Hungria Fruzsina Gólya Dóra Lupkovics Flóra Pásztor Viktória Schmél         |